# Jürgen Reuter (Schauspieler)
Jürgen Reuter (* 29. Januar 1941 in Berlin) ist ein deutscher Schauspieler.

## Leben
Jürgen Reuter absolvierte eine Lehre als Kfz-Elektriker und arbeitete mehrere Jahre in seinem Beruf im VEB Reparaturwerk Berlin (RWB), bevor er als Bühnenarbeiter an die Volksbühne ging. Schauspielerische Erfahrung sammelte er im Pantomimentheater von Eberhard Kube. Von 1964 bis 1967 studierte er an der Staatlichen Schauspielschule Berlin; zu seinen Kommilitonen gehörten Christian Grashof, Uwe Kockisch und Horst Krause. Als Abschlussinszenierung führte der Jahrgang 1967 am bat Mond von links von Wladimir Bill-Belozerkowski auf. Unter der Regie des Direktors der Schauspielschule, Rudi Penka, spielte Reuter eine der Hauptrollen. Die Aufführung erhielt den Kritikerpreis der Berliner Zeitung für junge Schauspieler.
Von 1967 bis 1974 war Reuter am Landestheater Halle engagiert. Dort war er unter anderem in Aufführungen von Martin Sperrs Landshuter Erzählungen (Regie: Christoph Schroth), als Räuber Moor in Schillers Die Räuber (Regie: Horst Schönemann), in Bill-Belozerkowskis Sturm (Regie: Christoph Schroth), in Erik Neutschs Haut oder Hemd (Regie: Ulrich Thein), als Vater Wibeau in Horst Schönemanns Bearbeitung von Ulrich Plenzdorfs Die neuen Leiden des jungen W. und in der Titelrolle von Brechts Fassung von Der Hofmeister (Gastregie: Peter Kupke) zu sehen. Nach Ende seines Engagements war Reuter in Halle gelegentlich im Regiefach tätig. So inszenierte er 1975 Gerhart Hauptmanns Tragikomödie Die Ratten und 1982 Hauptmanns Der Biberpelz.
Ab 1974 gehörte Reuter zum Schauspielensemble des Fernsehens der DDR in Berlin-Adlershof. Dort war er in zahlreichen Hauptrollen zu sehen, oft in historischen Fernsehspielen. Er verkörperte 1975 in Steckbrief eines Unerwünschten in den Spielszenen den westdeutschen Journalisten Günter Wallraff (der Fernsehfilm entstand unter Wallraffs Mitwirkung). In der elfteiligen „szenischen Dokumentation“ Marx und Engels – Stationen ihres Lebens, die von 1980 bis 1982 ausgestrahlt wurde, spielte er Karl Marx (an der Seite von Jan Spitzer als Friedrich Engels). In Clausewitz – Lebensbild eines preußischen Generals (1980) war er als Carl von Clausewitz zu sehen, in der szenischen Dokumentation Aufbruch – Verrat – Hoffnung (1983) als Karl Liebknecht (an der Seite von Petra Kelling als Rosa Luxemburg). Im Fernsehfilm Die letzten Tage des Georg W. (1986), der in Zusammenarbeit mit dem kubanischen Fernsehen entstand und das Lebensende des Dichters Georg Weerth auf der Karibikinsel behandelt, spielte Reuter die Titelrolle. Im Dreiteiler Bebel und Bismarck (1987) spielte er August Bebel als Gegenspieler des von Wolfgang Dehler dargestellten Bismarck.
Nach der Wende war Reuter weiterhin für das Fernsehen tätig, sowohl in Episodenrollen von Fernsehserien wie Alarm für Cobra 11, Doppelter Einsatz und Großstadtrevier als auch in wiederkehrenden Rollen, beispielsweise in Agentur Herz und Der Landarzt. In der Fernsehserie In aller Freundschaft spielte er von 2000 bis 2006 in unregelmäßigen Abständen die Rolle des Harry Globisch.

## Filmografie
- 1967: Ein Lord am Alexanderplatz – Regie: Günter Reisch
- 1968: Die Wolkenstürmer – Regie: Rainer Hausdorf
- 1969: Sankt Urban (TV-Vierteiler) – Regie: Helmut Schiemann
- 1969: Drei von der K: Endstation Schrottplatz – Regie: Christian Steinke
- 1971: Zeitgenossen – Regie: Christoph Schroth
- 1972: Jule – Julia – Juliane. Stationen einer jungen Frau (TV-Dreiteiler) – Regie: Ulrich Thein
- 1972: Lützower – Regie: Werner W. Wallroth
- 1974: Spätsaison (TV-Dreiteiler) – Regie: Edgar Kaufmann
- 1974: … verdammt, ich bin erwachsen – Regie: Rolf Losansky
- 1975: Mit dem Feuer spielen – Regie: Thomas Langhoff
- 1975: Broddi (TV-Dreiteiler) – Regie: Ulrich Thein
- 1975: Das große ABC (Monsieur Topaze) – Regie: Hans Knötzsch
- 1975: Steckbrief eines Unerwünschten – Regie: Joachim Kunert
- 1976: Der Mörder – Regie: Jurij Kramer
- 1977: Das Verhör – Regie: Joachim Kunert
- 1977: Inklusive Totenschein – Regie: Jurij Kramer
- 1977: Das unsichtbare Visier: Der Afrikaanse Broederbond (TV-Dreiteiler) – Regie: Peter Hagen
- 1977: Ein Schneemann für Afrika – Regie: Rolf Losansky
- 1977: Die zertanzten Schuhe (TV) – Regie: Ursula Schmenger
- 1978: Die Urlauber – Regie: Wolfram Krempel
- 1978: Caballero in geborgtem Frack – Regie: Jörg Wilbrandt
- 1978–1980: Marx und Engels – Stationen ihres Lebens (TV-Elfteiler) – Regie: Günter Wittenbecher, Celino Bleiweiß, Jörg Mischke, Heinz Seibert, Michael Knof
- 1978: Achillesferse – Regie: Rolf Losansky
- 1980: Clausewitz – Lebensbild eines preußischen Generals – Regie: Wolf-Dieter Panse
- 1980: Regine oder Die Falle – Regie: Jens-Peter Proll
- 1981: Polizeiruf 110 – Der Schweigsame – Regie: Peter Vogel
- 1981: Der Leutnant Yorck von Wartenburg – Regie: Peter Vogel
- 1982: Rächer, Retter und Rapiere (siebenteilige TV-Serie der DDR) – Regie: Andrzej Konic
- 1982: Wilhelm Meisters theatralische Sendung (TV-Zweiteiler) – Regie: Celino Bleiweiß
- 1982: Pardon, die Leiche bin ich – Regie: Hans Knötzsch
- 1982: Wiederbegegnung – Regie: Georgi Kissimov
- 1983: Der Teufelskreis – Regie: Horst Drinda, Klaus Grabowsky
- 1983: Bruno H. Bürgel – Berliner Firmament – Regie: Jens-Peter Proll
- 1983: Martin Luther (TV-Fünfteiler) – Regie: Kurt Veth
- 1983: Aufbruch – Verrat – Hoffnung (TV-Dreiteiler) – Regie: Michael Knof
- 1983: Unser bester Mann – Regie: Eberhard Schäfer
- 1983: Berühmte Ärzte der Charité: Die dunklen Jahre – Regie: Joachim Kunert
- 1983: Der Staatsanwalt hat das Wort: Zur Kasse bitte – Regie: Hans Knötzsch
- 1984: Der Staatsanwalt hat das Wort: Wenn zwei sich streiten – Regie: Georg Schiemann
- 1984: Front ohne Gnade (TV-Serie) – Regie: Rudi Kurz
- 1985: Die dritte Frau (Fernseh-Zweiteiler) – Regie: Michael Knof
- 1986: Ernst Thälmann (TV-Zweiteiler) – Regie: Ursula Bonhoff, Georg Schliemann
- 1986: Die letzten Tage des Georg W. – Regie: Jurij Kramer
- 1986: Alfons Zitterbacke (TV-Serie) – Regie: Andreas Schreiber
- 1987: Polizeiruf 110 – Unheil aus der Flasche – Regie: Helmut Krätzig
- 1987: Bebel und Bismarck (TV-Dreiteiler) – Regie: Wolf-Dieter Panse
- 1987: Der Mittelstürmer verweigert das Paradies – Regie: Peter Wekwerth
- 1988: Passage – Regie: Fritz Bornemann
- 1988: In einem Atem – Regie: Dietmar Hochmuth
- 1989: Die gläserne Fackel (TV-Siebenteiler) – Regie: Joachim Kunert
- 1990: Der Staatsanwalt hat das Wort: Blonder Tiger, schwarzer Tango – Regie: Manfred Mosblech
- 1990: Drachensaat – Regie: Klaus Gendries
- 1990: Tatort & Polizeiruf 110 – Unter Brüdern – Regie: Helmut Krätzig
- 1991: Polizeiruf 110 – Zerstörte Hoffnung – Regie: Peter Hagen
- 1991: Sonnenwende – Regie: Dagmar Wittmers
- 1991–1992: Agentur Herz (Fernsehserie, 26 Folgen)
- 1993: Tatort – Bauernopfer – Regie: Vadim Glowna
- 1993–2002: Der Landarzt (Fernsehserie, 31 Folgen)
- 1994: Das gläserne Haus – Regie: Rainer Bär
- 1995: Wolffs Revier (Fernsehserie, 5 Folgen)
- 1995: Für alle Fälle Stefanie (Fernsehserie, 1 Folge)
- 1995: Die Männer vom K3 (Fernsehserie, 1 Folge)
- 1995: Nikolaikirche – Regie: Frank Beyer
- 1995: Begegnungen der anderen Art – Regie: Manfred Mosblech
- 1996: Alarm für Cobra 11 – Die Autobahnpolizei (Fernsehserie, 1 Folge)
- 1997: Liebling Kreuzberg (Fernsehserie, 1 Folge)
- 1997: Doppelter Einsatz (Fernsehserie, 1 Folge)
- 1997: Polizeiruf 110 – Heißkalte Liebe – Regie: Rolf Liccini
- 1998: Stadtklinik (Fernsehserie, 8 Folgen)
- 1998: Großstadtrevier (Fernsehserie, 1 Folge)
- 1999: Polizeiruf 110 – Sumpf – Regie: Marijan Vajda
- 2000–2006: In aller Freundschaft (Fernsehserie, 4 Folgen)
- 2007: Eine Liebe in Kuba – Regie: Peter Kahane
- 2007: Die Frau vom Checkpoint Charlie (TV-Zweiteiler) – Regie: Miguel Alexandre